# Fort Sint-Anna (Knokke-Heist)
Het Fort Sint-Anna (ook: Sterrefort of Sterreschans genaamd) was een fort ten noorden van Sint Anna ter Muiden.
Het fort bevond zich achter de Cantelmolinie, tussen het Fort Isabella en het Fort Sint-Frederik in. Het werd in 1627 opgericht.
In 1633 werd de schans nog korte tijd door de Staatsen ingenomen, maar werd spoedig door de Spaansgezinden heroverd. Ze ligt tegenwoordig dan ook op het grondgebied van de Belgische gemeente Knokke-Heist.